# Ditrichophora parilis
Ditrichophora parilis är en tvåvingeart som beskrevs av Cresson 1924. Ditrichophora parilis ingår i släktet Ditrichophora och familjen vattenflugor. Inga underarter finns listade i Catalogue of Life.